# Finsbury Park (quartier)
 (février 2015).
Si vous disposez d'ouvrages ou d'articles de référence ou si vous connaissez des sites web de qualité traitant du thème abordé ici, merci de compléter l'article en donnant les références utiles à sa vérifiabilité et en les liant à la section « Notes et références ».
Cet article concerne le quartier de Londres. Pour le parc, voir Finsbury Park.
Pour les articles homonymes, voir Finsbury (homonymie).
Finsbury Park est un district au nord de Londres faisant partie du Borough d'Haringey, en Angleterre, qui a grandi autour d'un échange ferroviaire important à la jonction des boroughs de Londres d'Islington, Haringey et Holloway. 

## Histoire
Pendant plusieurs années, le quartier de Finsbury Park avait la réputation d'avoir une forte criminalité et d'être très pauvre, ce qui n'est plus d'actualité à partir d'aujourd'hui. En pleine reconversion, il est en passe de devenir un quartier très agréable à vivre, notamment en raison de sa situation géographique pratique et rapide, grâce à la Piccadilly line et à la Victoria line. 
Avec l'un des plus grands parcs de Londres, Finsbury Park et beaucoup de pubs et de restaurants, ce quartier devient de plus en plus prisé.

## Immigration

### La petite Alger
En raison de la présence historique de la diaspora algérienne dans le district de Finsbury Park, le quartier est souvent surnommé Little Algiers, littéralement la petite Alger,. Au cœur de la petite Alger, il est possible de trouver des commerces spécialisés dans l'importation de produits d'Algérie ainsi que des commerces de proximité et des restaurants de gastronomie algérienne.
La mosquée de Finsbury Park est un symbole fort de la communauté algérienne de Londres. Le centre national algérien (National Algerian Centre) se situe également dans le district.

## Personnes
- Kate Beckinsale y est née en 1973, actrice.
- John Lydon, chanteur des Sex Pistols et de Public Image Limited, y est né.
- Graham Bond (1937-1974), est mort dans la station de métro.
- Margaret Barton y est née, actrice.
- Minnie Driver y est née, actrice.
- Emily Mortimer y est née, actrice.
- Lily Loveless y est née, actrice.
- Naomie Harris[4] y est née, actrice.
- Peta Toppano y est née, actrice.
- John Grant (1932-2000) y est né, homme politique.
- Le journaliste Don McCullin y est né.
- Jeremy Corbyn, y est né, homme politique.